# 일본 제국 해군의 전투 서열 (1944년 8월 15일)
이 문서는 필리핀해 해전(마리아나 해전) 이후 일본 제국 해군의 1944년 8월 14일자 전투 서열 목록이다
| - 대본영 - 지나방면함대 - 군령부 - 연합함대 - 제1함대 - 제2함대 - 제3함대 - 제4함대 - 제6함대 - 제8함대 - 제2항공함대 - 제3항공함대 - 북동방면함대 - 제5함대 - 제12항공함대 - 남서방면함대 - 제1남견함대 - 제2남견함대 - 제3남견함대 - 제4남견함대 - 제9함대 - 제1항공함대 - 제13항공함대 - 남동방면함대 - 제8함대 - 제11항공함대 - 해군호위총사령부 |

## 연합함대
- 기함: 오요도
- 제22전대: 조운마루, 제1~4감시정대
- 제3수뢰전대: 나토리
  - 제22구축대: 사쓰키, 미나즈키, 유나기
  - 제30구축대: 우즈키, 유즈키, 아키카제
- 제11수뢰전대: 나가라
  - 제43구축대: 마쓰, 다케, 우메, 모모, 구와, 마키, 기리
- 제1연합통신대: 도쿄 해군통신대, 오와다 통신대
- 부속:
  - 전함: 후소, 야마시로
  - 항공모함: 호쇼
  - 수상기모함함: 아키쓰시마, 가모이
  - 경순양함: 이스즈
  - 구축함: 유카제, 히비키
  - 해방함: 간쥬, 가사토, 만쥬, 미야케, 제22호 해방함
  - 수송함: 제1호, 제2호, 제3호, 제4호, 제5호 수송함
  - 구잠정: 제28호, 제30호, 제33호 구잠정
  - 표적함: 야카제, 세쓰, 하카치
  - 수송함: 소야
  - 특설공작함: 햐쿠사
  - 특설측량함: 제316교도마루
  - 특설전람부설선: 오보시마루
  - 특설병원선: 다카사고마루, 히카와마루, 덴노우마루, 무로마루

## 제1기동함대

### 제2함대
- 제1전대: 나가토, 야마토, 무사시
- 제3전대: 콘고, 하루나
- 제4전대: 아타고, 다카오, 마야, 조카이
- 제5전대: 묘코, 하구로
- 제7전대: 구마노, 스즈야, 도네, 지쿠마
- 제2수뢰전대: 노시로
  - 제2구축대: 기요시모, 아키시로, 하야시모
  - 제27구축대: 시구레, 사미다레
- 제31구축대: 나가나미, 오키나미, 기시나미, 아사기리
- 제32구축대: 후지나미, 다마나미, 하마나미
- 시마카제

### 제3함대
- 제1항공전대: 운류, 아마기, 제601해군항공대
- 제3항공전대: 지토세, 지요다, 즈이호, 즈이카쿠, 제653해군항공대
- 제4항공전대: 이세, 휴가, 준요, 류호, 제634해군항공대
- 제10전대: 야하기
  - 제4구축대: 노와키, 야마구모, 미치시오, 아사구모
  - 제17구축대: 우라카제, 이소카제, 하마카제, 유키카제
  - 제41구축대: 기리쓰키, 후유쓰키
  - 제61구축대: 아키쓰키, 스즈쓰키, 하쓰쓰키, 와카쓰키
- 부속
  - 모가미, (다이호)[fn 1][fn 2], (쇼카쿠)[fn 1][fn 2]

## 제4함대
- 제4근거지대
  - 제41, 42, 67경비대, 제4통신대, 제4항무부
- 제5근거지대
  - 제44, 54~56경비대
- 제6근거지대
  - 제62~66경비대
- 부속: 제85잠수함기지대, 요코스카 진수부 제2특별육전대, 제82, 83방공대, 제216~218, 221, 223, 227, 233설상대

## 제6함대
(미발견)

## 제2항공함대
(미발견)

## 제3항공함대
- 직속
  - 제131해군항공대
  - 제252해군항공대
  - 제752해군항공대
  - 제801해군항공대
  - 간토 해군항공대
- 제27항공전대

## 북동방면함대
1944년 12월 5일에 폐지됨
(직,부속 부대 없음)

### 제5함대
- 제21전대: 나치, 아시가라, 다마, 기소
- 제1수뢰전대: 아무쿠마
  - 제7구축대: 아케보노, 우시오
  - 제18구축대: 가스미, 시라누이, 우스구모
  - 제21구축대: 하쓰하루, 하쓰시모, [[와카바 (하쓰하루급 구축함)|와카바

### 제12항공함대
- 제452해군항공대
- 호쿠토 해군항공대
- 지시마 근거지대

## 남동방면함대
- 부속
  - 제11, 22어뢰정대
  - 제101, 121, 131설영대
  - 제2수송대

### 제8함대
- 제1근거지대
  - 제87경비대, 제1통신대, 구레 진수부 제7특별육전대, 사세보 진수부 제6특별육전대
- 제8근거지대
  - 제81, 86, 89경비대, 제8잠수함기지대, 제8통신대, 제8항무부
- 제14근거지대
  - 제83, 88경비대
- 부속
  - 제938해군항공대, 제1수송대

### 제11항공함대
- 직속
  - 제958해군항공대
  - 제105항공기지대, 제18, 20, 26, 28, 32, 34, 211, 212설상대

## 남서방면함대
- 직속
  - 제16전대: 아오바, 기누, 오이, 기타가미
  - 제19구축대: 우라나미, 아야나미
  - 제27특별근거지대
  - 제3연합통신대
- 부속
  - 가쓰리키, 포함 난카이
  - 제36설영대

### 제1남견함대
- 아에야마, 아마쓰카제
- 제9~13특별근거지대
- 제15근거지대
- 제11해군항공대
- 제12해군항공대
- 제13해군항공대
- 제936해군항공대

### 제2남견함대
(미발견)

### 제3남견함대
- 쓰가루, 가라쓰, 하야부사
- 제103, 105호 초계정
- 제36, 45, 46호 구잠정, 특설포함 기소마루
- 제30, 32, 33특별근거지대
- 제31해군항공대
- 제32해군항공대
- 제31경비대
- 제31통신대

### 제4남견함대
(미발견)

### 제1항공함대
(8월 7일)
- 제22항공전대: 동캐롤라인 해군항공대
- 제23항공전대: Gōhoku 해군항공대
- 제26항공전대: Hitō 해군항공대
- 제61항공전대: 마리아나 해군항공대, 서캐롤라인 해군항공대
- 직속
  - 제153해군항공대, 제201해군항공대, 제761해군항공대, 제1021해군항공대

### 제13항공함대
- 제28항공전대: 제331해군항공대, 제705해군항공대, 제851해군항공대
- 부속
  - 제381해군항공대, 제102, 104항공기지대

## 해상호위총사령부
- 직속: 제18전대: 도키와, 고에이마루, 사이곤마루, 신고마루
  - 다이요, 운요, 가이요, 신요
  - 가시
  - 제453해군항공대
  - 제901해군항공대
  - 제931해군항공대
- 제1해상호위대
  - 제1호위선단사령부
  - 제2호위선단사령부
  - 제3호위선단사령부
  - 제4호위선단사령부
  - 제5호위선단사령부
  - 제6호위선단사령부
  - 제7호위선단사령부
  - 제8호위선단사령부

## 같이 보기
- 일본 제국 해군의 전투 서열 (1941년 12월 10일), 태평양 전쟁 시작
- 일본 제국 해군의 전투 서열 (1942년 7월 14일), 미드웨이 해전 이후
- 일본 제국 해군의 전투 서열 (1944년 4월 1일), 과달카날 제도 철수 이후
- 일본 제국 해군의 전투 서열 (1944년 4월 1일), 전시편제제도 개정 이후
- 일본 제국 해군의 전투 서열 (1945년 3월 1일), 기쿠스이 작전 직전
- 일본 제국 해군의 전투 서열 (1945년 6월 1일), 말기

## 참고